# Butajiri-Silti
Butajiri-Silti är en vulkan i Etiopien.   Den ligger i regionen Southern Nations, i den centrala delen av landet, 120 km söder om huvudstaden Addis Abeba. Toppen på Butajiri-Silti är 2 281 meter över havet, eller 169 meter över den omgivande terrängen. Bredden vid basen är 2,6 km.
Terrängen runt Butajiri-Silti är varierad. Runt Butajiri-Silti är det tätbefolkat, med 308 invånare per kvadratkilometer. Närmaste större samhälle är Butajīra, 7,6 km norr om Butajiri-Silti. Trakten runt Butajiri-Silti består till största delen av jordbruksmark.